# Santa Zoe
Zoe (... – Roma, 5 luglio 286) è stata una martire cristiana, venerata come santa della Chiesa cattolica che la ricorda il 5 luglio,  data del suo martirio.

## Agiografia
Secondo la tradizione sarebbe stata uccisa a Roma al tempo dell'imperatore Diocleziano (284-305) dopo essere stata convertita al Cristianesimo da san Sebastiano.
Negli Atti del martire San Sebastiano, composti intorno al V secolo, Zoe è la moglie di Nicostrato, capo della cancelleria imperiale, divenuta muta a causa di una malattia. Un giorno, mentre accompagnava il marito nelle carceri dell'imperatore in cui erano rinchiusi i cristiani Marco e Marcelliano, Zoe avrebbe intravisto il tribuno cristiano San Sebastiano incitare i due prigionieri a non abiurare la loro fede.
Una luce divina avrebbe investito il capo del santo, irradiando l'intera prigione; Zoe si sarebbe inginocchiata davanti a Sebastiano il quale, dopo aver chiesto aiuto a Dio, l'avrebbe guarita, facendole il segno della croce sulle labbra e restituendole la voce dopo sei anni di silenzio.
Zoe e il marito si convertirono insieme ad altri pagani che assistettero al prodigio e furono in seguito istruiti nella fede e battezzati da un sacerdote, Policarpo. La santa si sarebbe in seguito raccolta in preghiera sulla tomba di Pietro apostolo, ma qui venne scoperta dalle guardie pretoriane, legata e gettata in carcere. La santa subì il martirio, sospesa per i capelli ad un albero e soffocata dal fumo del rogo acceso sotto di lei. Questo sarebbe avvenuto nel luglio del 286.

## Culto
Il corpo della santa è custodito nella basilica di Santa Prassede a Roma.